# Llista de topònims de Viladamat
Llista de topònims (noms propis de lloc) del municipi de Viladamat, a l'Alt Empordà
Informació actualitzada per un bot. Els canvis manuals es perdran quan s'actualitzi!

## casa
| imatge | Nom                          | Ubicat a  | instància de | Detalls                                                  | coordenades                                              | Protecció                                  | Commons (més fotos)          | Dades a WD                    |
| ------ | ---------------------------- | --------- | ------------ | -------------------------------------------------------- | -------------------------------------------------------- | ------------------------------------------ | ---------------------------- | ----------------------------- |
|        | Cal Burro                    | Viladamat | casa         | Estil: arquitectura popular                              | 42° 07′ 57″ N, 3° 04′ 35″ E / 42.132443°N,3.076279°E     | bé integrant del patrimoni cultural català | Cal Burro                    | Modifica les dades a Wikidata |
|        | Cal Carter                   | Viladamat | casa         | Estil: arquitectura popular                              | 42° 07′ 57″ N, 3° 04′ 33″ E / 42.1325°N,3.07594°E 5 msnm | bé integrant del patrimoni cultural català | Cal Carter                   | Modifica les dades a Wikidata |
|        | Can Carreres                 | Viladamat | casa         | Estil: arquitectura popular                              | 42° 08′ 02″ N, 3° 04′ 19″ E / 42.1338°N,3.07205°E 8 msnm | bé integrant del patrimoni cultural català | Can Carreres (Viladamat)     | Modifica les dades a Wikidata |
|        | Can Maspoc                   | Viladamat | casa         | Estil: arquitectura popular                              | 42° 07′ 56″ N, 3° 04′ 35″ E / 42.1321°N,3.0764°E 5 msnm  | bé integrant del patrimoni cultural català | Can Maspoc                   | Modifica les dades a Wikidata |
|        | Can Poch                     | Viladamat | casa         | Estil: arquitectura popular                              | 42° 07′ 57″ N, 3° 04′ 30″ E / 42.1324°N,3.07488°E 7 msnm | bé integrant del patrimoni cultural català | Can Poch (Viladamat)         | Modifica les dades a Wikidata |
|        | Can Ponç                     | Viladamat | casa         | Estil: arquitectura del Renaixement arquitectura popular | 42° 07′ 57″ N, 3° 04′ 32″ E / 42.1324°N,3.07546°E 6 msnm | bé integrant del patrimoni cultural català | Can Ponç (Viladamat)         | Modifica les dades a Wikidata |
|        | Can Ruensa                   | Viladamat | casa         | Estil: arquitectura popular                              | 42° 08′ 00″ N, 3° 04′ 29″ E / 42.1333°N,3.07478°E 7 msnm | bé integrant del patrimoni cultural català | Can Ruensa                   | Modifica les dades a Wikidata |
|        | Casa Ylla                    | Viladamat | casa         | Estil: arquitectura popular                              | 42° 08′ 02″ N, 3° 04′ 29″ E / 42.1339°N,3.07473°E 6 msnm | bé integrant del patrimoni cultural català | Casa Ylla                    | Modifica les dades a Wikidata |
|        | casa a la plaça Catalunya, 6 | Viladamat | casa         | Estil: arquitectura popular                              | 42° 07′ 56″ N, 3° 04′ 33″ E / 42.1322°N,3.07581°E 6 msnm | bé integrant del patrimoni cultural català | Casa a la plaça Catalunya, 6 | Modifica les dades a Wikidata |

## edifici
| imatge | Nom                           | Ubicat a  | instància de | Detalls                        | coordenades                                                                          | Protecció                                  | Commons (més fotos)           | Dades a WD                    |
| ------ | ----------------------------- | --------- | ------------ | ------------------------------ | ------------------------------------------------------------------------------------ | ------------------------------------------ | ----------------------------- | ----------------------------- |
|        | Antic Ajuntament de Viladamat | Viladamat | edifici      | Estil: arquitectura popular    | 42° 07′ 57″ N, 3° 04′ 33″ E / 42.132376°N,3.075753°E ca:Plaça de Catalunya, 2 6 msnm | bé integrant del patrimoni cultural català | Antic Ajuntament de Viladamat | Modifica les dades a Wikidata |
|        | Sala de Ball                  | Viladamat | edifici      | Estil: arquitectura modernista | 42° 07′ 57″ N, 3° 04′ 28″ E / 42.1325°N,3.07431°E ca:Carrer Nou, 10 7 msnm           | bé integrant del patrimoni cultural català | Sala de Ball (Viladamat)      | Modifica les dades a Wikidata |

## entitat singular de població
| imatge | Nom           | Ubicat a  | instància de                                                                   | Detalls                           | coordenades                                                                                | Protecció                                  | Commons (més fotos) | Dades a WD                    |
| ------ | ------------- | --------- | ------------------------------------------------------------------------------ | --------------------------------- | ------------------------------------------------------------------------------------------ | ------------------------------------------ | ------------------- | ----------------------------- |
|        | Palau Borrell | Viladamat | entitat singular de població ens local històric de Catalunya                   | Estil: arquitectura popular 6 hab | 42° 07′ 55″ N, 3° 02′ 39″ E / 42.132°N,3.0442°E ca:Camí que surt de la ctra. C-252 56 msnm | bé integrant del patrimoni cultural català |                     | Modifica les dades a Wikidata |
|        | Viladamat     | Viladamat | entitat singular de població ens local històric de Catalunya capital municipal | 486 hab                           | 42° 08′ 00″ N, 3° 04′ 30″ E / 42.133289°N,3.075023°E 7 msnm                                |                                            |                     | Modifica les dades a Wikidata |

## església
| imatge | Nom                            | Ubicat a  | instància de | Detalls                                         | coordenades                                                                             | Protecció                                  | Commons (més fotos)            | Dades a WD                    |
| ------ | ------------------------------ | --------- | ------------ | ----------------------------------------------- | --------------------------------------------------------------------------------------- | ------------------------------------------ | ------------------------------ | ----------------------------- |
|        | Sant Feliu de la Garriga       | Viladamat | església     | Estil: arquitectura romànica 12nd century       | 42° 07′ 09″ N, 3° 03′ 12″ E / 42.1191°N,3.05332°E ca:Al sud-oest del nucli urbà 85 msnm | bé integrant del patrimoni cultural català | Sant Feliu de la Garriga       | Modifica les dades a Wikidata |
|        | Sant Quirze                    | Viladamat | església     | Estil: arquitectura gòtica arquitectura popular | 42° 08′ 00″ N, 3° 04′ 31″ E / 42.1334°N,3.07531°E 7 msnm                                | bé integrant del patrimoni cultural català | Sant Quirze de Viladamat       | Modifica les dades a Wikidata |
|        | Santa Eulàlia de Palau Borrell | Viladamat | església     | Estil: art preromànic                           | 42° 07′ 56″ N, 3° 02′ 40″ E / 42.1321°N,3.04438°E ca:Palau Borrell                      | bé integrant del patrimoni cultural català | Santa Eulàlia de Palau Borrell | Modifica les dades a Wikidata |

## forn de calç
| imatge | Nom                                                 | Ubicat a  | instància de | Detalls                     | coordenades                                          | Protecció                                  | Commons (més fotos) | Dades a WD                    |
| ------ | --------------------------------------------------- | --------- | ------------ | --------------------------- | ---------------------------------------------------- | ------------------------------------------ | ------------------- | ----------------------------- |
|        | Forn de calç de Palau Borrell                       | Viladamat | forn de calç | Estil: arquitectura popular | 42° 07′ 48″ N, 3° 02′ 33″ E / 42.129939°N,3.042434°E | bé integrant del patrimoni cultural català |                     | Modifica les dades a Wikidata |
|        | Restes del forn de calç de Sant Feliu de la Garriga | Viladamat | forn de calç | Estil: arquitectura popular | 42° 07′ 18″ N, 3° 03′ 27″ E / 42.121759°N,3.057563°E | bé integrant del patrimoni cultural català |                     | Modifica les dades a Wikidata |

## jaciment arqueològic
| imatge | Nom                               | Ubicat a  | instància de                                                     | Detalls | coordenades                                                            | Protecció                                  | Commons (més fotos) | Dades a WD                    |
| ------ | --------------------------------- | --------- | ---------------------------------------------------------------- | ------- | ---------------------------------------------------------------------- | ------------------------------------------ | ------------------- | ----------------------------- |
|        | Forn de Tolegassos                | Viladamat | jaciment arqueològic forn                                        |         | 42° 07′ 25″ N, 3° 04′ 20″ E / 42.123578055555555°N,3.072318888888889°E | bé integrant del patrimoni cultural català |                     | Modifica les dades a Wikidata |
|        | Vila i necròpolis dels Tolegassos | Viladamat | jaciment arqueològic explotació agrària vil·la romana necròpolis |         | 42° 07′ 25″ N, 3° 04′ 20″ E / 42.123578055555555°N,3.072318888888889°E | bé integrant del patrimoni cultural català |                     | Modifica les dades a Wikidata |

## masia
| imatge | Nom                | Ubicat a  | instància de | Detalls                                                  | coordenades | Protecció                                  | Commons (més fotos)        | Dades a WD                    |
| ------ | ------------------ | --------- | ------------ | -------------------------------------------------------- | --- | ------------------------------------------ | -------------------------- | ----------------------------- |
|        | Ca n'Hostenc       | Viladamat | masia        |                                                          | 42° 07′ 57″ N, 3° 02′ 39″ E / 42.1323859077384°N,3.04429750331995°E                                                        |                                            |                            | Modifica les dades a Wikidata |
|        | Can Bardolet       | Viladamat | masia        |                                                          | 42° 07′ 56″ N, 3° 02′ 41″ E / 42.1321065197096°N,3.04478129998889°E                                                        |                                            |                            | Modifica les dades a Wikidata |
|        | Can Belga          | Viladamat | masia        |                                                          | 42° 07′ 35″ N, 3° 03′ 20″ E / 42.1262745850391°N,3.05564180156262°E                                                        |                                            |                            | Modifica les dades a Wikidata |
|        | Can Curt           | Viladamat | masia        |                                                          | 42° 07′ 54″ N, 3° 02′ 37″ E / 42.1317466674228°N,3.0437283712976°E                                                         |                                            |                            | Modifica les dades a Wikidata |
|        | Can Dispès         | Viladamat | masia        |                                                          | 42° 08′ 10″ N, 3° 04′ 11″ E / 42.1361829833949°N,3.06975972609044°E                                                        |                                            |                            | Modifica les dades a Wikidata |
|        | Can Font           | Viladamat | masia        |                                                          | 42° 07′ 49″ N, 3° 04′ 08″ E / 42.1303382792557°N,3.06895474924624°E                                                        |                                            |                            | Modifica les dades a Wikidata |
|        | Can Marcó          | Viladamat | masia        |                                                          | 42° 07′ 47″ N, 3° 04′ 24″ E / 42.129725°N,3.073331°E 5 msnm                                                                |                                            |                            | Modifica les dades a Wikidata |
|        | Can Palol          | Viladamat | masia        |                                                          | 42° 07′ 53″ N, 3° 04′ 06″ E / 42.131302389552°N,3.06825401637754°E                                                         |                                            |                            | Modifica les dades a Wikidata |
|        | Can Pla            | Viladamat | masia        |                                                          | 42° 08′ 08″ N, 3° 04′ 24″ E / 42.1356763347076°N,3.07342561020678°E                                                        |                                            |                            | Modifica les dades a Wikidata |
|        | Can Planes         | Viladamat | masia        |                                                          | 42° 08′ 07″ N, 3° 05′ 20″ E / 42.1351520574231°N,3.08885296669696°E                                                        |                                            |                            | Modifica les dades a Wikidata |
|        | Can Pujol          | Viladamat | masia        |                                                          | 42° 07′ 59″ N, 3° 04′ 06″ E / 42.1331037017646°N,3.06821965041382°E                                                        |                                            |                            | Modifica les dades a Wikidata |
|        | Can Tomàs Verdolet | Viladamat | masia        | Estil: arquitectura popular 16th century                 | 42° 07′ 56″ N, 3° 02′ 38″ E / 42.1323°N,3.0438°E ca:Nucli de Palau Borrell 56 msnm                                         | bé integrant del patrimoni cultural català | Can Tomàs Verdolet         | Modifica les dades a Wikidata |
|        | Can Verdera        | Viladamat | masia        |                                                          | 42° 07′ 44″ N, 3° 04′ 24″ E / 42.1287773614375°N,3.07346603912491°E                                                        |                                            |                            | Modifica les dades a Wikidata |
|        | Can Vilopriu       | Viladamat | masia        |                                                          | 42° 07′ 57″ N, 3° 04′ 10″ E / 42.1324815381207°N,3.06941686836197°E                                                        |                                            |                            | Modifica les dades a Wikidata |
|        | Mas Briolf         | Viladamat | masia        | Estil: arquitectura popular 18th century                 | 42° 07′ 55″ N, 3° 02′ 38″ E / 42.132°N,3.04402°E ca:Nucli de Palau Borrell 56 msnm                                         | bé integrant del patrimoni cultural català | Mas Briolf                 | Modifica les dades a Wikidata |
|        | Mas Diana          | Viladamat | masia        | Estil: arquitectura popular 17th century                 | 42° 07′ 59″ N, 3° 04′ 34″ E / 42.133°N,3.07606°E ca:C. del Mar, 10 6 msnm                                                  | bé integrant del patrimoni cultural català | Mas Diana                  | Modifica les dades a Wikidata |
|        | Mas Escot          | Viladamat | masia        | Estil: arquitectura del Renaixement arquitectura popular | 42° 07′ 56″ N, 3° 04′ 34″ E / 42.1323°N,3.07606°E ca:Carrer d'Albons, 5 5 msnm                                             | bé integrant del patrimoni cultural català | Mas Escot                  | Modifica les dades a Wikidata |
|        | Mas Falgós         | Viladamat | masia        | Estil: arquitectura gòtica arquitectura popular          | 42° 07′ 56″ N, 3° 04′ 29″ E / 42.1323°N,3.07462°E 7 msnm                                                                   | bé integrant del patrimoni cultural català | Mas Falgós                 | Modifica les dades a Wikidata |
|        | Mas Notari         | Viladamat | masia        |                                                          | 42° 07′ 12″ N, 3° 02′ 24″ E / 42.119979743004°N,3.0400026470251°E                                                          |                                            |                            | Modifica les dades a Wikidata |
|        | Mas Trobat         | Viladamat | masia        | Estil: arquitectura popular                              | 42° 07′ 58″ N, 3° 04′ 31″ E / 42.1329°N,3.07534°E 7 msnm                                                                   | bé integrant del patrimoni cultural català | Mas Trobat                 | Modifica les dades a Wikidata |
|        | Mas del Batlle     | Viladamat | masia        | Estil: arquitectura popular 17th century                 | 42° 07′ 56″ N, 3° 02′ 40″ E / 42.1321°N,3.04453°E ca:Nucli de Palau Borrell, adossat a l'església de Santa Eulàlia 58 msnm | bé integrant del patrimoni cultural català | Mas del Batlle (Viladamat) | Modifica les dades a Wikidata |
|        | el Xalet           | Viladamat | masia        |                                                          | 42° 08′ 12″ N, 3° 04′ 31″ E / 42.1365577984501°N,3.07522962232074°E                                                        |                                            |                            | Modifica les dades a Wikidata |

## muntanya
| imatge | Nom                 | Ubicat a           | instància de | Detalls | coordenades                                                       | Protecció | Commons (més fotos)     | Dades a WD                    |
| ------ | ------------------- | ------------------ | ------------ | ------- | ----------------------------------------------------------------- | --------- | ----------------------- | ----------------------------- |
|        | Muntanya de Siurana | Viladamat          | muntanya     |         | 42° 07′ 28″ N, 3° 02′ 27″ E / 42.1245°N,3.04089°E 137.8 msnm      |           |                         | Modifica les dades a Wikidata |
|        | Puig Segalar        | Viladamat Albons   | muntanya     |         | 42° 06′ 45″ N, 3° 03′ 00″ E / 42.11244°N,3.04993°E 175 msnm       |           |                         | Modifica les dades a Wikidata |
|        | Puig de la Verneda  | Ventalló Viladamat | muntanya     |         | 42° 08′ 16″ N, 3° 04′ 42″ E / 42.13788889°N,3.07833056°E 5.6 msnm |           |                         | Modifica les dades a Wikidata |
|        | la Muntanya         | Viladamat          | muntanya     |         | 42° 07′ 18″ N, 3° 03′ 12″ E / 42.12175°N,3.05336389°E 104 msnm    |           | La Muntanya (Viladamat) | Modifica les dades a Wikidata |

## Misc
| imatge | Nom                                 | Ubicat a  | instància de              | Detalls                                  | coordenades | Protecció                                            | Commons (més fotos)                 | Dades a WD                    |
| ------ | ----------------------------------- | --------- | ------------------------- | ---------------------------------------- | --- | ---------------------------------------------------- | ----------------------------------- | ----------------------------- |
|        | Castell de Sant Feliu de la Garriga | Viladamat | castell                   | Estil: arquitectura popular 17th century | 42° 07′ 09″ N, 3° 03′ 13″ E / 42.1193°N,3.05349°E ca:Al sud-oest del nucli urbà de Viladamat 82 msnm                     | bé d'interès cultural bé cultural d'interès nacional | Castell de Sant Feliu de la Garriga | Modifica les dades a Wikidata |
|        | casa consistorial de Viladamat      | Viladamat | casa consistorial         |                                          | 42° 07′ 58″ N, 3° 04′ 25″ E / 42.1327735°N,3.0737382°E                                                                   |                                                      |                                     | Modifica les dades a Wikidata |
|        | cementiri de Viladamat              | Viladamat | cementiri                 | Estil: arquitectura popular 20th century | 42° 08′ 17″ N, 3° 04′ 27″ E / 42.1381°N,3.07408°E ca:C. del Cementiri 7 msnm                                             | bé integrant del patrimoni cultural català           | Cementiri de Viladamat              | Modifica les dades a Wikidata |
|        | els Tolegassos                      | Viladamat | jaciment arqueològic romà |                                          | 42° 07′ 25″ N, 3° 04′ 20″ E / 42.1235777778°N,3.07231944444°E                                                            |                                                      | Els Tolegassos                      | Modifica les dades a Wikidata |
|        | pont de la Font de Palau Borrell    | Viladamat | pont                      | Estil: arquitectura popular              | 42° 07′ 41″ N, 3° 02′ 27″ E / 42.12804°N,3.04095°E                                                                       | bé integrant del patrimoni cultural català           |                                     | Modifica les dades a Wikidata |
|        | portal i restes de mur              | Viladamat | muralla urbana            | Estil: arquitectura popular 14th century | 42° 08′ 00″ N, 3° 04′ 32″ E / 42.1334°N,3.07549°E ca:A llevant de l'església parroquial de Sant Quirze, Viladamat 6 msnm | bé d'interès cultural bé cultural d'interès nacional | Portal i restes de mur (Viladamat)  | Modifica les dades a Wikidata |
|        | pou de glaç de Palau Borrell        | Viladamat | pou de neu                | Estil: arquitectura popular              | 42° 07′ 50″ N, 3° 02′ 42″ E / 42.130582°N,3.04509°E                                                                      | bé integrant del patrimoni cultural català           |                                     | Modifica les dades a Wikidata |